# Niedźwiedzia Rówień
Niedźwiedzia Rówień (dawniej Niewcyrska Polana) – rówień w dolinie Niewcyrce w słowackich Tatrach Wysokich. Znajduje się na wysokości około 1350–1400 m, w pobliżu Niewcyrskiego Potoku poniżej Pośredniej Niewcyrskiej Siklawy i jest najniższym piętrem Niewcyrki. Z północno-wschodniej strony opadają na nią porośnięte lasem i kosodrzewiną zbocza Garajowej Strażnicy. Od strony północnej i zachodniej ograniczona jest łukowatym wałem moreny bocznej. Rówień zarośnięta jest starym lasem, przez który prześwitują urwiska turni Krywańskiej Grani. Jak podają dawne źródła, kiedyś była tutaj Niewcyrska Polana z myśliwskim domem i szopą, tutaj też zaczynała się Niedźwiedzia Perć. Budynki te wzniesiono około roku 1880 – dom myśliwski dla arcyksięcia Rudolfa, a szopę dla służby. Turyści mogli nocować w szopie, w domu myśliwskim zaś jedynie za zgodą dyrekcji lasów. Dom spłonął na początku września 1909 roku, natomiast szopa pozostała w dobrym stanie do roku 1915, kiedy uszkodził ją pożar. W latach międzywojennych na polanie pozostawały jedynie jej resztki. W 2008 roku po polance i budynkach nie było już żadnego śladu. Władysław Cywiński pisał: Prawdziwy triumf regeneracyjnych sił przyrody.
Nazwę tej formacji nadał Władysław Cywiński w 14 tomie przewodnika wspinaczkowego Tatry. Grań Hrubego. Z Niedźwiedziej Równi prowadzi łatwe podejście na przełęcz Skrajna Garajowa Ławka w Grani Hrubego (0- w skali tatrzańskiej, czas przejścia 1 godz. 45 min), ale obecnie cała Niewcyrka jest obszarem ochrony ścisłej TANAP-u z zakazem wstępu.